# Aegeritella superficialis
Aegeritella superficialis är en svampart som beskrevs av Balazy & J. Wisn. 1974. Aegeritella superficialis ingår i släktet Aegeritella, divisionen sporsäcksvampar och riket svampar.   Inga underarter finns listade i Catalogue of Life.